# أليخاندرو بوزويلو
أليخاندرو بوزويلو (بالإسبانية: Alejandro Pozuelo)‏ (20 سبتمبر 1991 بإشبيلية في إسبانيا - ) هو لاعب كرة قدم إسباني في مركز الوسط. لعب مع رايو فايكانو وريال بيتيس وسوانزي سيتي ونادي جينك وريال بيتيس بي.

## وصلات خارجية
- أليخاندرو بوزويلو على موقع الدوري الأمريكي (الإنجليزية)
- أليخاندرو بوزويلو على موقع قاعدة بيانات كرة القدم.إي يو (الإنجليزية)
- أليخاندرو بوزويلو على موقع ليكيب (الفرنسية)
- أليخاندرو بوزويلو على موقع Soccerbase.com (لاعب) (الإنجليزية)
- أليخاندرو بوزويلو على موقع Soccerway.com (الإنجليزية)
- أليخاندرو بوزويلو على موقع عالم كرة القدم.نت (الإنجليزية)
- أليخاندرو بوزويلو على موقع AS.com (الإسبانية)